# Caesia micrantha
Caesia micrantha là một loài thực vật có hoa trong họ Thích diệp thụ. Loài này được Lindl. miêu tả khoa học đầu tiên năm 1839.